# Big Players FC
El Big Players FC es un equipo de fútbol de Santa Lucía que juega en la División de Oro de Santa Lucía, primera división de fútbol en el país.

## Historia
Fue fundado en el año 1996 en la ciudad de Marchand y en su escudo muestran el lema del club Play to Win (jugar para ganar). El club hizo su debut en la máxima categoría en la temporada 2004/05 cuando la liga se disputaba por zonas.
El club ganó su primer título de la máxima categoría en el año 2013 superando por 4 puntos al segundo lugar, convirtiéndose en el primer equipo de la ciudad de Marchand en ganar un título nacional de fútbol.
El club cada año organiza una caminata recreativa en la ciudad de Marchand como actividad recreativa desde el año 2014.

## Palmarés
- División de Oro de Santa Lucía: 1

2013